# Dionisie Germani
Dionisie Germani (n. 17 martie 1877, Galați – d. 1 septembrie 1948, București) a fost un inginer hidrotehnist și electrotehnician, membru de onoare al Academiei Române (1945).

## Biografie
A fost profesor la Școala Politehnică din București. A proiectat și a condus lucrări de alimentare cu apă și de canalizare a diferite orașe, ca Pitești, Tulcea, Turnu-Măgurele, Brăila, etc. A condus lucrările de captare de la Ulmi, pentru București, și a executat proiectul general de canalizare a capitalei.
A fost membru corespondent al Academiei de Științe din România începând cu 21 decembrie 1935 și membru titular începând cu 20 decembrie 1936. În 1945 a fost ales membru de onoare al Academiei Române.

## Decorații
- Semnul Onorific „Răsplata Muncii pentru 25 ani în Serviciul Statului” (13 octombrie 1941)[3]